# Helena Nilsson Lannegren
Ingrid Helena Nilsson Lannegren, född Nilsson 30 december 1948 i Hardeberga församling i Malmöhus län, är en svensk legitimerad läkare, politiker (centerpartist) och diplomat. Hon sitter sedan 2019 i Skönhetsrådet.
Nilsson var riksdagsledamot 1994-1998 och Centerpartiets förste vice ordförande 1992-1998. Därefter har hon varit generaldirektör för Arbetarskyddsverket 1998-1999 samt ambassadör i Sydafrika (Pretoria) 2000-2005 och i Algeriet (Alger) 2006-2008.
Nilsson Lannegren är även utbildad kemist. Hon var gift med Göran Lannegren till dennes död.